# بيل ليونارد
بيل ليونارد (بالإنجليزية: Bill Leonard)‏ هو سياسي أمريكي، ولد في 1947. حزبياً، نشط في الحزب الجمهوري. وقد انتخب عضو مجلس ولاية كاليفورنيا وانتخب عضو جمعية ولاية كاليفورنيا.